# Prix Fryderyk
Le prix Fryderyk est une récompense musicale annuelle créée en 1994. En Pologne, il est équivalent aux Victoires de la musique.

## Création
La dénomination vient du prénom polonais de Frédéric Chopin, et la statuette fut dessinée par Dorota Dziekiewicz-Pilich.
Créé en 1994, par la société discographique ZPAV (Związek Producentów Audio-Video), ce prix récompense aujourd'hui chaque année, des artistes élus par un jury composé d'environ 1000 personnes (artistes, journalistes et professionnels de l'industrie musicale).

## Catégories
Les différents prix Fryderyk sont repartis en trois grands groupes : Musique populaire, Musique classique, et jazz.

### Musique populaire
- Production musical de l'année
- Meilleur conception graphique d'album
- Compositeur de l'année
- Auteur de l'année
- Meilleur album étranger
- Album folk/musiques du monde de l'année
- Album poésie chantée de l'année
- Album rock de l'année
- Album blues de l'année
- Album heavy metal de l'année
- Album dance/musique électronique/musique de club de l'année
- Album hip-hop/R&B de l'année
- Album musique alternative de l'année
- Album pop de l'année
- Premier enregistrement de l'année
- Groupe de l'année
- Chanteuse de l'année
- Chanteur de l'année
- Vidéo-clip de l'année
- Chanson de l'année
  - Catégories qui ne sont plus attribuées :
    - Arrangeur de l'année
    - Album réédition de la année / document d'archives
    - Concert de l'année
    - Le cas de l'année

### Musique classique
- Album de la musique chorale et oratorios de l'année
- Meilleur album de musique ancienne et baroque
- Album de musique de chambre de l'année
- Album musique orchestrale de l'année
- Album solo de l'année
- Album contemporain de l'année
- Album vocal de l'année
- Le premier enregistrement de l'année
- Compositeur de l'année
- Meilleur enregistrement de musique polonaise
  - Catégories qui ne sont plus attribuées :
    - Meilleur album de musique classique
    - Album des enregistrements d'archives de l'année

### Jazz
- Meilleur album jazz de l'année
- Premier enregistrement jazz de l'année
- Interprète jazz de l'année

## Artistes les plus récompensés

### Musique populaire
1. Katarzyna Nosowska : 29 récompenses, 69 nominations,
2. Grzegorz Ciechowski : 11 récompenses, 24 nominations,
3. Kayah : 8 récompenses, 37 nominations,
4. Grzegorz Turnau : 9 récompenses, 22 nominations,
5. Myslovitz : 7 récompenses, 30 nominations,
6. Raz, Dwa, Trzy : 7 récompenses, 21 nominations,
7. Ania Dąbrowska : 8 récompenses, 29 nominations

Note : Les récompenses individuelles mentionnées ici incluent celles de leur groupe et vice versa, toutes catégories confondues.

### Musique classique
1. Orchestre philharmonique de Varsovie : 5 récompenses, 22 nominations,
2. Sinfonia Varsovia : 5 récompenses, 22 nominations,
3. Janusz Olejniczak : 5 récompenses, 12 nominations,
4. Jerzy Maksymiuk : 4 récompenses, 12 nominations,
5. Jadwiga Rappé : 4 récompenses, 9 nominations.

### Jazz
1. Tomasz Stańko : 6 récompenses, 6 nominations,
2. Piotr Wojtasik : 2 récompenses, 6 nominations,
3. Andrzej Jagodzinski : 2 récompenses, 4 nominations,
4. Henryk Miśkiewicz : 1 récompense, 8 nominations.

### Meilleur album étranger
- 1994 : Pink Floyd - The Division Bell,
- 1995 : Queen - Made In Heaven,
- 1996 : George Michael - Older,
- 1997 : Rolling Stones - Bridges To Babylon,
- 1998 : Madonna - Ray Of Light,
- 1999 : Carlos Santana - Supernatural,
- 2000 : U2 - All That You Can't Leave Behind,
- 2001 : Leonard Cohen - Ten New Songs,
- 2002 : Red Hot Chili Peppers - By The Way,
- 2003 : Dido - Life for Rent,
- 2004 : Prince - Musicology,
- 2005 : Coldplay - X & Y,
- 2006 : Red Hot Chili Peppers - Stadium Arcadium,
- 2008 : Foo Fighters - Echoes, Silence, Patience & Grace ,
- 2009 : Erykah Badu - New Amerykah, Part One
- 2010 : Alice In Chains - Black Gives Way To Blue
- 2011 : Kings of Leon - Come Around Sundown
- 2012 : Adele - 21